# Harald Sükar
Harald Sükar (* 19. Jänner 1963 in Kirchberg an der Raab, Steiermark) ist ein österreichischer Jurist. Er war von Juni 2005 bis Juli 2006 Präsident des österreichischen Fußballklubs GAK.

## Leben
Harald Sükar absolvierte zwischen 1982 und 1987 ein Jus-Studium an der Universität Graz. Von 1988 bis 1991 arbeitete er bei der Hofer KG und wechselte anschließend zu Aral. Ab 1993 bekleidete er mehrere Positionen bei der McDonald’s Development Company CE. Im November 2004 wurde er Geschäftsführer von McDonald’s Österreich und mit Dezember 2004 Präsident des Österreichischen Franchise-Verbandes. Ab 2006 war er Geschäftsführer einer Grazer Bäckereikette, die seine Frau zuvor erwarb. Seit 2012 ist er als Unternehmensberater bei der Oktave Betriebs- und Beratungsgesellschaft tätig
Am 24. Juni 2005 übernahm Sükar das Präsidentenamt des Fußballvereins GAK von seinem Vorgänger Rudi Roth. Er führte beim damals amtierenden österreichischen Fußballmeister von 2004 einen strikten Sparkurs ein und forderte den verstärkten Einsatz von jungen Spielern aus dem eigenen Nachwuchs. Um das Budget zu sanieren, wurden Schlüsselspieler wie Mario Tokić, René Aufhauser und Mario Bazina verkauft. Im Januar 2006 beurlaubte er aufgrund von Differenzen über den zukünftigen Kurs des Vereins den Erfolgstrainer Walter Schachner und ersetzte ihn durch Lars Søndergaard. Am 14. Juli 2006 legte er im Zuge der Generalversammlung aus privaten Gründen sein Amt nieder, ihm folgte sein bisheriger Stellvertreter Stephan Sticher.
Harald Sükar ist verheiratet.

## Veröffentlichungen
- Die Fast Food Falle. Wie McDonald’s und Co. auf Kosten unserer Gesundheit Milliarden verdienen. edition a, Wien 2019. ISBN 978-3-99001-343-4.
- Die Fast Food Diät. Gesund und schlank mit Burger, Pizza und Co. edition a, Wien 2021, ISBN 978-3-99001-482-0.